# بيتر هولم
بيتر هولم (بالدنماركية: Peter Holm)‏ هو أمين دنماركي، ولد في 14 مايو 1873 في آرهوس في الدنمارك، وتوفي بنفس المكان في 1 فبراير 1950.